# Parafia św. Zofii i św. Szczepana w Laszkach
Parafia św. Zofii i św. Szczepana w Laszkach – parafia rzymskokatolicka znajdująca się w archidiecezji przemyskiej w dekanacie Radymno II. 
Obecny murowany kościół parafialny został wybudowany w latach 1902–1907 i konsekrowany 28 października 1928. 

## Historia
Laszki były wzmiankowane już w 1387 roku, jako należące do dóbr jarosławskich. W 1462 roku istniał już drewniany kościół pw. św. Łukasza Ewangelisty. W 1469 roku powstała parafia z fundacji Spytka Jarosławskiego. 
W 1630 roku staraniem księżnej Anny Ostrogskiej parafię z kościołem włączono do parafii kolegiackiej w Jarosławiu. W 1736 roku prepozyt kolegiaty ks. Wacław Hieronim Sierakowski zbudował nowy drewniany kościół pw. św. Łukasza Ewangelisty. Filia kolegiacka posiadała 1793 wiernych w miejscowościach: Laszki, Bobrówka, Charytany, Chotyniec, Czerniawka, Hruszowice z Załużem, Korzenica, Łazy z Moszczanami, Miękisz Stary, Miękisz Nowy, Ryszkowa Wola, Tuchla, Wietlin z Drzeziną, Wysocko, Zagrody i Zaleska Wola.
W 1895 roku została reatywowana samodzielna parafia, na której terenie istniały już kaplice mszalne w Wysocku i Moszczanach. W 1900 roku zbudowano murowaną plebanię. W latach 1902–1907 zbudowano obecny murowany kościół w stylu neogotyckim, z fundacji Zygmunta Zamoyskiego, według projektu arch. Teodora Talowskiego. 28 października 1928 roku bp Anatol Nowak konsekrował kościół pw. św. Zofii i św. Szczepana. W 1915 roku podczas wojny kościół został uszkodzony, a jego remonty ukończono w 1928 roku. W 1939 roku tereny te zajęli Sowieci, którzy na plebanii urządzili urząd policyjny. W 1944 roku kościół podczas frontu został uszkodzony. Po wojnie kościół wyremontowano.
Na terenie parafii jest 1950 wiernych (w tym: Laszki – 1600, Korzenica – 350).
Expozyci Kolegiaty:
ks. Tomasz Rzepielski (komendarz).
ks. Pacyfik Sochański (komendarz).
ks. Jan Dornwald (komendarz expozyt).
ks. Bronisław Żukotyński (komendarz expozyt).
?–1885. ks. Józef Tereszkiewicz (komendarz expozyt, cooperator expozyt).
1885–1888. ks. Jan Puzon (cooperator expozyt).
1888–1890. ks. Wincenty Zbigniewicz (cooperator expozyt).
1890–1895. ks. Ludwik Bikowski (cooperator expozyt)
Proboszczowie parafii:
1890–1910. ks. Ludwik Bikowski.
1910–1939. ks. Franciszek Zawisza.
1939. ks. Marian Gosztyło.
1939–1944. ks. Władysław Opaliński.
1944–1970. ks. Stanisław Gąska (administrator).
1973–?. ks. Julian Jakieła.
1982–?. ks. kan. Marian Karbowski.

## Kościół filialny
W latach 70. XX wieku w Korzenicy odprawiano msze święte w domu prywatnym. W dniach 29-31 października 1977 roku, na miejscu dawnej cerkwi, zbudowano murowany kościół, który 15 listopada 1977 roku poświęcił bp Ignacy Tokarczuk pw. Narodzenia Najświętszej Maryi Panny.